# 卡尔代斯
卡尔代斯（法語：Cardesse，法語發音：[kaʁdɛs]）是法国大西洋比利牛斯省的一个市镇，位于该省中部偏东，属于奥洛龙-圣玛丽区。

## 地理
卡尔代斯（43°15'45"N, 0°35'17"W）面积7.67 平方千米，位于法国新阿基坦大区大西洋比利牛斯省，该省份为法国东南部省份，涵盖了贝阿恩与北巴斯克，西临大西洋比斯開灣，北至朗德省，东北接热尔省，东临上比利牛斯省，南与西班牙接壤。
与卡尔代斯接壤的市镇（或旧市镇、城区）包括：勒德什、吕克德贝阿恩、莫南、奥洛龙-圣玛丽。

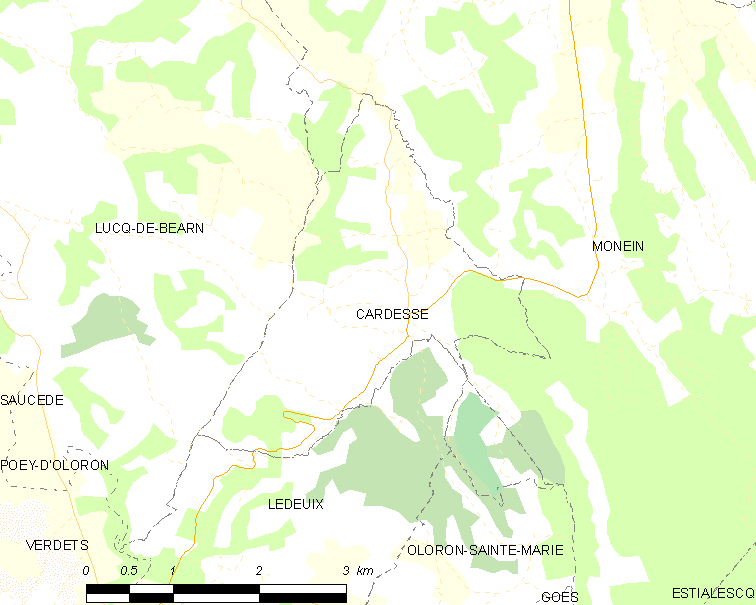
卡尔代斯的OSM定位图

卡尔代斯的时区为UTC+01:00、UTC+02:00（夏令时）。

## 行政
卡尔代斯的邮政编码为64360，INSEE市镇编码为64165。

## 政治
卡尔代斯所属的省级选区为贝阿恩中心县。

## 人口

1962-2008年间卡尔代斯人口变化图示

卡尔代斯于2022年1月1日时的人口数量为294人。